# Leopold Balduin von Zandt
Leopold Wolfgang Balduin Freiherr von Zandt (* 6. April 1784 in Düsseldorf; † 6. Mai 1851 in München) war ein bayerischer Generalmajor, Kämmerer und Generaladjutant von König Ludwig I. von Bayern.

## Leben

### Familie
Leopold Wolfgang Balduin Freiherr von Zandt entstammte der älteren Linie des ursprünglich rheinländischen Uradelsgeschlechts von Zandt. Angehörigen dieser älteren zandtschen Linie wurde 1818 der Freiherrenstand im Königreich Bayern bestätigt. Sein Vater Johann Friedrich Freiherr von Zandt war kurkölnischer Kammerherr und königlich bayerischer General der Kavallerie. Seine Mutter Anna Theresia Maria war eine geborene Freiin von Vietinghoff. Leopold Balduins älterer Bruder Maximilian Freiherr von Zandt (1778–1867) diente ebenfalls in der bayerischen Armee und wurde, wie sein Vater, General der Kavallerie.

### Militärischer Werdegang
Leopold Balduin trat am 29. November 1798 als Freiwilliger in das 1. Kürassierregiment „Minucci“ ein und wurde bereits ein Jahr später zur kurfürstlichen Militärakademie nach München abkommandiert. Bis zum Jahre 1801 war Zandt Volontär und wurde am 16. September 1801 zum Junker im Chevaulegers-Regiment „Leiningen“ ernannt. Am 21. Oktober 1803 erfolgte seine Beförderung zum Unterleutnant im 2. Chevaulegers-Regiment „Kurfürst“. Als solcher kämpfte er 1805 im Feldzug gegen Österreich und von 1806 bis 1807 im Krieg gegen Preußen. 
Am 14. Mai 1807 konnte sich Zandt bei der Besetzung der schlesischen Stadt Kanth und der späteren Verfolgung des Gegners besonders auszeichnen. Im Armeebefehl vom 10. Juni 1807 wurde er namentlich belobigend erwähnt. Für sein Verhalten am 14. und 16. Mai sowie am 28. Juni 1807 hatte er um die Aufnahme in den Militär-Max-Joseph-Orden nachgesucht, die allerdings abschlägig beurteilt wurde. Am 20. Februar 1808 zum Oberleutnant im 2. Chevaulegers-Regiment „König“ befördert, war Zandt gleichzeitig Adjutant bei der Kavallerie-Brigade und nahm 1809 am Feldzug gegen Österreich teil. Im Brevet vom 13. Mai 1809 und mit Armeebefehl vom 1. Juni 1809 wurde Zandt zum Ritter der französischen Ehrenlegion ernannt. In der Schlacht bei Znaim am 10. Juli 1809 wurde er schwer am Schenkel verwundet. 
Am 4. September 1810 wurde er zum Rittmeister in seinem Regiment befördert und kämpfte mit dieser Einheit 1812 im Russlandfeldzug und 1813 bis 1814 im Krieg gegen Frankreich. Zandt, seit dem 31. Dezember 1813 Major im 7.Chevaulegers-Regiment „Prinz Karl“, konnte sich im Feldzug von 1814 erneut auszeichnen. Während der Kämpfe bei Dannemarie am 17. Februar 1814 deckte er erfolgreich den Rückzug des V. Armeekorps und konnte durch seinen persönlichen Einsatz die Gefangennahme des österreichischen Generalmajors Leopold von Geramb (1775–1845) verhindern. Ein am 19. Mai 1815 im Hauptquartier zu Mannheim abgehaltenes Ordenskapitel des Militär-Max-Joseph-Ordens unter Vorsitz von Generalleutnant Delamotte sprach sich mehrheitlich für die Aufnahme von Zandt in den Orden aus. Mit Armeebefehl vom 24. Juni 1815 wurde Major Zandt für seinen Einsatz während der Kämpfe bei Dannemarie am 17. Februar 1814 zum Ritter des Militär-Max-Joseph-Ordens ernannt.
Mit Bildung des 1. Kürassier-Regiments „Prinz Karl“ am 23. März 1815 kam Zandt, der mit Armeebefehl vom 31. März 1814 auch den russischen St.-Annen-Orden 2. Klasse erhalten hatte, zu diesem Regiment, mit dem er 1815 den Feldzug gegen Frankreich erlebte. Am 4. April 1820 wurde Zandt zum Garde du Corps-Regiment versetzt und in diesem am 11. April 1820 zum Oberstleutnant befördert. Am 21. August 1827 erhielt er das Ritterkreuz des österreichischen Leopold-Ordens. 
Am 1. Dezember 1830 zum Oberst im 4. Chevaulegers-Regiment „König“ befördert, wurde Zandt bereits im April 1831 in gleicher Stellung zum 1. Kürassier-Regiment „Prinz Karl“ versetzt und am 15. November 1839 mit dem Ehrenkreuz des Ludwigsordens ausgezeichnet. Am 15. Dezember 1843 wurde er, mit Charakter als Generalmajor, als Sekondeleutnant zur Leibgarde der Hartschiere versetzt und am 15. Dezember 1845 zum Generalmajor und Generaladjutant des Königs ernannt. Auf eigenen Wunsch erfolgte am 6. Oktober 1849 seine Pensionierung.
Zandt erhielt, neben den bereits genannten Auszeichnungen, am 25. Juni 1837 das Ritterkreuz des Militär-St.-Heinrichs-Ordens, am 28. September 1838 den russischen Orden der Heiligen Anna II. Klasse mit Brillanten und am 16. Juni 1844 das Kommandeurkreuz des österreichischen Leopold-Ordens. Er starb am 6. Mai 1851 im Alter von 67 Jahren in München.

### Ehe und Nachkommen
Leopold Balduin von Zandt heiratete Freiin Antonie von Conninx († 1854). Sie hinterließen drei Kinder, einen Sohn und zwei Töchter. Der Sohn Karl Freiherr von Zandt wurde bayerischer Kammerjunker und Offizial am Eisenbahnamt zu Augsburg. Von seinen Schwestern heiratete Marie, die ältere, den bayerischen Generalmajor Christian von Schmaltz und die jüngere, Emilie, den bayerischen Major Fischer.